# 한국목구조기술인협회
한국목구조기술인협회는 목구조기술자의 권익을 보호하며 목구조 건축 발전에 기여할 목적으로 2000년 6월 1일 설립 허가된 대한민국 산림청 소관의 사단법인이다. 사무실은 전라북도 임실군 성수면 월평리 355에 있다.

## 주요 사업
- 목구조 기술교육 및 목재이용 확산 활동